# Національний університет оборони України
Націона́льний університе́т оборо́ни Украї́ни — військовий заклад вищої освіти України, був заснований у 1914 році у місті Києві як військове та артилерійське училище.

## Історія

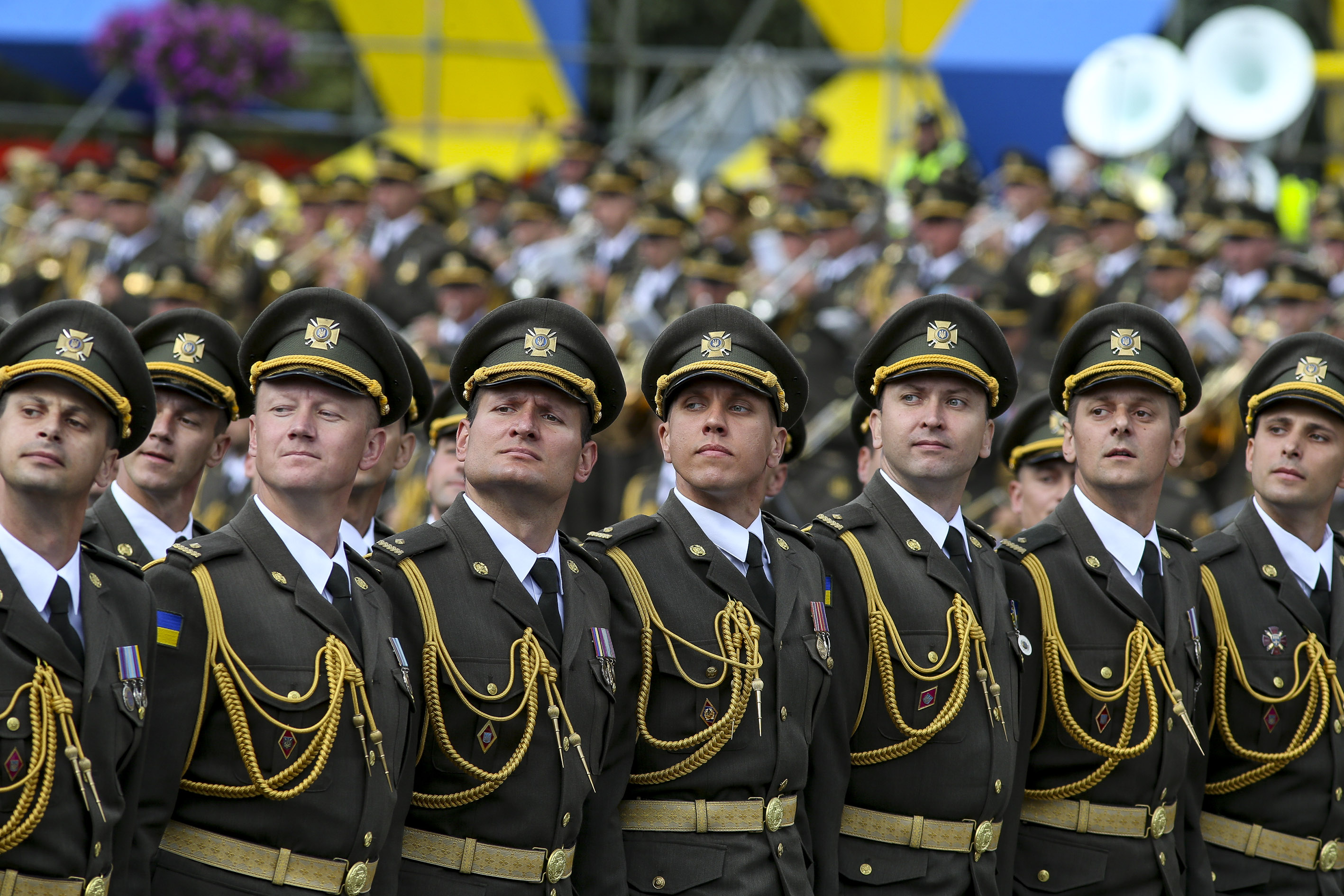
Слухачі НУОУ марширують на параді на честь Дня незалежності у 2017 році

Історія становлення та розвитку Національного університету оборони України починається з відкриття у м. Києві у 1914 році Другого Київського військового піхотного та Миколаївського артилерійського училищ.
Місто Київ не випадково було вибране для розміщення додатково ще двох військових училищ. У розпорядженні військового відомства в межах Київського Володимирського кадетського корпусу знаходилась значна вільна ділянка землі, яку у 1913 році було вирішено відвести для будівництва приміщень для Другого Київського військового піхотного училища та Миколаївського артилерійського училища.
Головний корпус Національного університету оборони України розташовується в приміщенні головного корпусу Другого Київського військового піхотного училища (1914–1918 роки). Для потреб розбудови нового навчального закладу у 1914 році було відведено 18 десятин землі у так званому «Кадетському гаю», що дало змогу створити найбільший в імперії навчальний полігон для стрільб.
Перший набір до училища (180 юнкерів) відбувся 15 жовтня 1915 року. До завершення будівництва головного навчального корпусу юнкери розміщувалися в казармах поряд з ним. Навчання у новій будівлі училища розпочалося у березні 1917 року. 17 серпня 1918 року законом Ради міністрів Української Держави ВНЗ реорганізовано в Київський державний український університет і переведено в приміщення Миколаївського артилерійського училища.
У 1919 році на базі містечка колишнього Миколаївського юнкерського училища були створені Перші артилерійські курси для підготовки командного складу для Робі́тничо-Селя́нської Черво́ної А́рмії (РСЧА, РККА). Далі 16 червня 1920 року наказом по Південно-Західному фронту курси отримують назву Четверті Київські артилерійські курси.
Історичний шлях Національного університету оборони:
- 1914–1917 рр. — Миколаївське артилерійське і Друге Київське військове піхотне училища.
- 1917—1919 рр. — Київський державний український університет.
- 1919–1920 рр. — Перші артилерійські курси для підготовки командного складу для Української Радянської Червоної Армії.
- 1918—1951 рр. — Київське військове піхотне училище ім. робітників Червоного Замоскворіччя
- 1920—1935 рр.— Четверті Київські артилерійські курси.
- 1935—1937 рр. — Перша Київська артилерійська школа[2].
- 1937—1958 рр. — Перше Київське артилерійське училище[3]. Указами Президії Верховної Ради СРСР 22 лютого 1941 року училищу було надано ім'я Сергія Кірова також училище було нагороджене Орденом Червоного Прапора[4].
- У часи Другої Світової війни в липні 1941 року училище було передислоковане до Красноярська (Росія) та повернулось до Києва тільки у вересні 1944 р.
- У часи Другої Світової війни в липні 1941 року Київське військове піхотне училище ім. робітників Червоного Замоскворіччя було передислоковане до Ачинська (Росія) та повернулось до Києва тільки у вересні 1944 р.
- У 1946 році при виконанні постанови Ради Міністрів СРСР № 1532-680СС і наказу Міністра Збройних Сил Радянського Союзу № 030 від 18.07.1946 року, на основі існуючих в СРСР з 1937 року, в системі Міністерства просвіти спеціальних артилерійських шкіл на 1 вересня 1946 року було сформовано 10 артилерійських підготовчих училищ, підлеглих спеціально створеному Управлінню підготовчих училищ (під командуванням генерал-лейтенанта Каріофіллі Г. С.) в апараті Командуючого артилерією Радянської Армії. Одним за таких училищ стало Київське артилерійське підготовче училище (КАПУ). В оголошені на прийом в 8-9 класи Училища писалось: — «Артилерійське підготовче училище має намір дати вихованцям загальну закінчену середню освіту і підготувати їх для вступу в артилерійські Училища. Вихованці, які успішно закінчили училище в обов'язковому порядку направлялися в Артилерійські училища Радянської Армії» Така дія підтверджувалась письмовою згодою батьків, при цьому затверджувалась місцевими органами влади. Абітурієнти складали вступні іспити з математики і російської мови, тестувалися медичною та мандатною комісіями. Перевага надавалась юнакам, батьки котрих загинули під час Другої світової війни, військовослужбовцям, а також відмінникам в навчанні.
- 1958-1974 рр. — Київське вище артилерійське інженерне ордена Леніна Червонопрапорне училище ім. С. М. Кірова ППО Сухопутних військ СРСР (КВАІУ). На вулиці Пархоменка, 21 була розташована філія — Іноземний факультет КВІАУ та технічна база. В другій половині 1970-х років вони стали базою для новоствореного Київського вищого зенітно-ракетного інженерного училища (КВЗРІУ).
- 1974—1977 рр. — Філія ППО Сухопутних військ Воєнної артилерійської академії ім. М. І. Калініна.
- 1977—1986 рр. — Військова академія військової ППО імені Маршала Радянського Союзу Василевського О. М.
- 1986—1992 рр. — ВА ППО СВ.
- 1992—1999 рр. — на навчальній базі КВЗРІУ[5] та КВТІУ[6] створено Українську військово-медичну академію та Київський інститут сухопутних військ[7].
- 1992—1999 рр. — Академія Збройних Сил України.
- 1999—2008 рр.— Національна академія оборони України[8].
- 1999—2002 рр. — до складу академії входить Військовий інститут керівного інженерного складу[9]
- 2001 — розпочата програма підготовки офіцерів запасу.
- 2008 — 2013 рр.— Національний університет оборони України[10][11].
- 2013 р. — університету присвоєно ім'я генерала армії Івана Черняховського[12] та вилучено за рішенням Кабміну основну та найбільшу будівлю університету і передано для розміщення Вищого спеціалізованого суду України[13].
- 2023 р. — указом чинного Президента України Володимира Зеленський від 16 червня скасовано указ про присвоєння університету імені Черняховського[14][15].

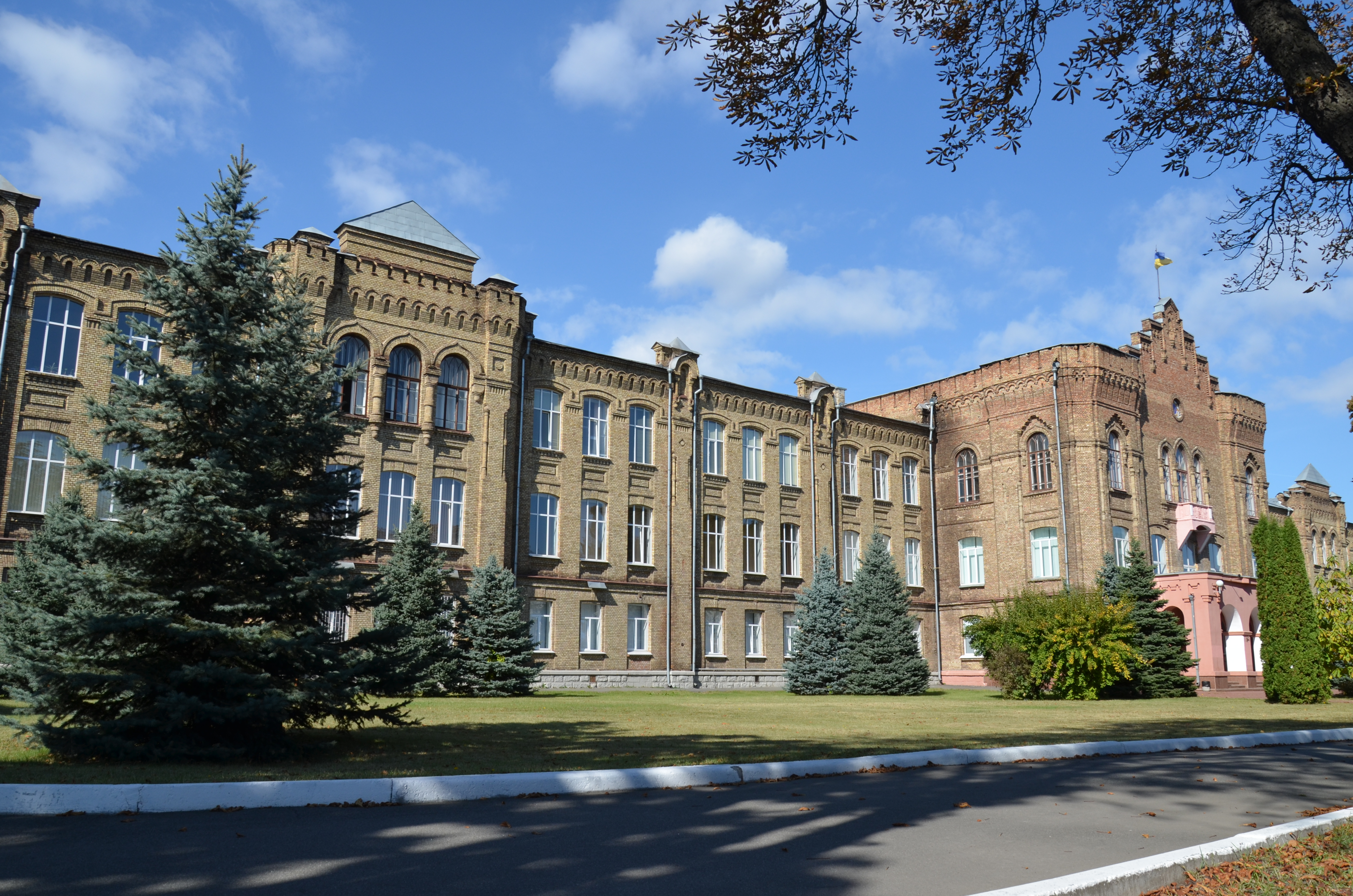
Будинок артилерійського училища на проспекті Повітряних Сил, 28 в минулому був головною будівлею університету

Станом на квітень 2023 року, з ініціативи українського журналіста Юрія Бутусова знову на загальний розсуд підняті питання щодо скасування рішень уряду Миколи Азарова та повернення у період російського вторгнення до України задля повноцінної підготовки офіцерських кадрів Збройних Сил України основної будівлі Національного університету оборони, де з 2013 року розташовувався Вищий спеціалізований суд України з розгляду цивільних і кримінальних справ та з 2017 року розташовується Касаційний цивільний суд Верховного Суду України.

## Структура
- Управління університету.
- Начальник Національного університету оборони України.
- Заступники начальника університету.
- Науково-методичний центр (організації освітньої діяльності).
- Науково-методичний центр (організації наукової і науково-технічної діяльності).
- Адміністративне управління.
- Відділ міжнародного військового співробітництва.
- Фінансово-економічне управління.
- Відділ захисту інформації та криптології.
- Відділ морально-психологічного забезпечення.
- Управління персоналу.
- Редакційно-видавничий відділ.
- Юридичний відділ.
- Відділ зв'язку та інформаційних систем.
- Служба пожежної безпеки.
- Медична служба.
- Прес-служба.
- Служба охорони праці.
- Відділ безпеки військової служби.
- Відділ озброєння.
- Відділ тилового забезпечення.
- Відділ експлуатації та ремонту фондів.

### Основні навчальні та наукові підрозділи
Інститути:
- Інститут державного військового управління.
- Командно-штабний інститут застосування військ (сил).
- Інститут авіації та протиповітряної оборони.
- Інститут забезпечення військ (сил) та інформаційних технологій.
- Гуманітарний інститут.
- Навчально-науковий інститут фізичної культури та спортивно-оздоровчих технологій
- Кафедра військової підготовки

Центри:
- Центр імітаційного моделювання[18].
- Центр перепідготовки та підвищення кваліфікації.
- Навчально-науковий центр міжнародної миротворчої діяльності.
- Навчально-науковий центр іноземних мов.
- Навчально-науковий центр фізичної підготовки та спортивно-оздоровчих технологій.
- Центр воєнно-стратегічних досліджень[19].
- Навчальний центр.
- Навчальні командні пункти.

Інші підрозділи:
- Бібліотека.
- Музей

### Підрозділи забезпечення
- 33 База забезпечення навчального процесу.
- Інформаційно-телекомунікаційний вузол.
- Клуб.
- Військовий оркестр.
- Поліклініка.
- Офіцерська їдальня.
- Експериментальна майстерня.
- Склади.
- Бюро перепусток.

## Начальники
1. Генерал-лейтенант Борискін Валентин Данилович (1992—1997)
2. Генерал-лейтенант Романенко Олег Петрович (1997—1999)
3. Генерал-полковник Палій Віктор Миколайович (1999—2000)
4. Генерал-полковник Толубко Володимир Борисович (2000—2005)
5. Генерал армії України Радецький Віталій Григорович (2005—2010)
6. Генерал-лейтенант Телелим Василь Максимович (2010—2016)
7. Генерал-полковник Воробйов Генадій Петрович (2016—2017)
8. Генерал-лейтенант Сиротенко Анатолій Миколайович (2017-2022)
9. Генерал-полковник Коваль Михайло Володимирович (з 2022 р.)[20]

### Начальники інститутів
- Начальник інституту авіації та протиповітряної оборони - бригадний генерал Салій Анатолій Григорович

## Викладачі
- Кивлюк Володимир Семенович (1947) — генерал-лейтенант, кандидат економічних наук, доцент, професор кафедри тилового забезпечення інституту забезпечення і логістики

## Випускники
Див. також: Випускники Національного університету оборони України

## Цікаві факти
З серпня 1949 по квітень 1951 року — начальник Київського піхотного училища ім. Робітників Червоного Замоскворіччя генерал-лейтенант Іван Михайлович Пузіков
4 грудня 2014 року на території університету відкрили стелу на честь захисників України в Російсько-українській війні 2014 року. Пам'ятний знак відкрили слухачі університету — учасники АТО: командир 25-ї окремої повітрянодесантної бригади полковник Юрій Содоль і командир роти спецпризначення підполковник Олексій Пугачов.